# 腿部彎舉

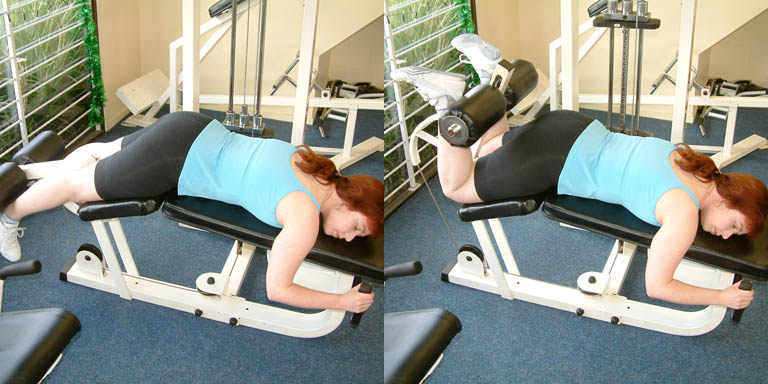
俯卧腿弯举

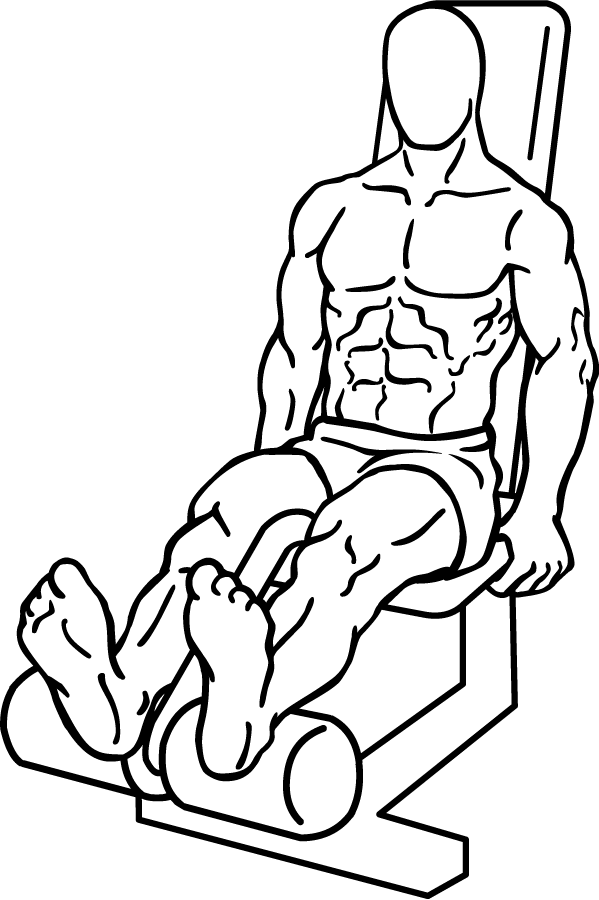
坐式腿部彎舉（開始）

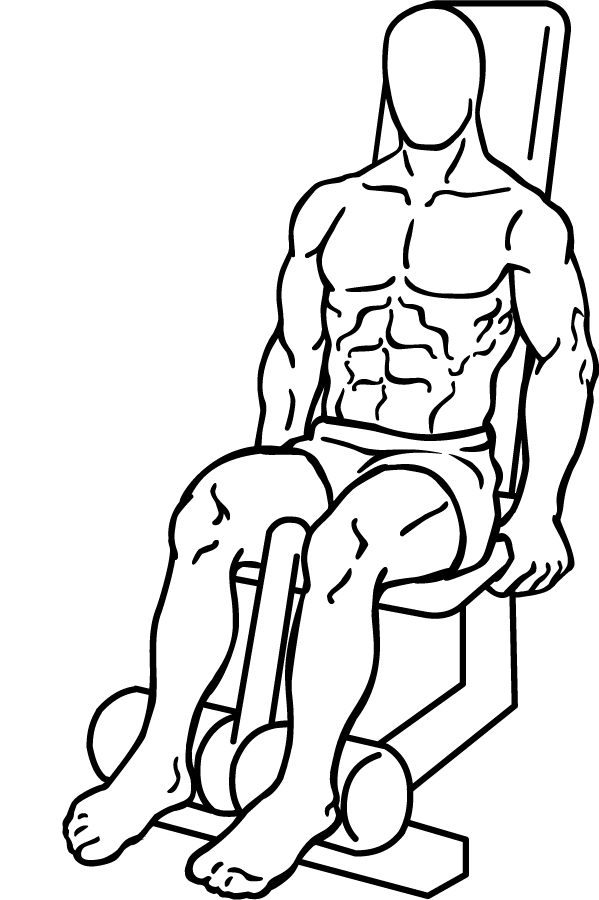
坐式腿部彎舉（結束）

腿部彎舉是一種負重訓練，可以分為俯卧腿部彎舉和坐式腿部彎舉，主要用於鍛煉大腿後方的肌肉，尤其集中於腿後腱的鍛鍊。